# Vários Círculos
Vários Círculos (em alemão: Einige Kreize) é uma pintura a óleo sobre tela realizada pelo artista russo Wassily Kandinsky em 1926. O círculo, elemento importante para Kandinsky, e que surgiu em Composição VIII, atinge aqui o seu expoente máximo, num ambiente cósmico e harmonioso. Sobre o círculo, Kandinsky disse que "é a síntese das grandes oposições. Ele combina o concêntrico e o excêntrico numa única forma e equilíbrio. Das três formas primárias, o círculo é aquela que se direcciona claramente para a quarta dimensão."